# Lapidario del Capitolium di Brescia
Il lapidario del Capitolium di Brescia è una raccolta di iscrizioni, lapidi ed epitaffi di età romana custodita nella cella centrale del tempio. La collezione, estesa a tutte le pareti del locale, è stata composta a partire dal 1830 per volere di Luigi Basiletti e Giovanni Labus e si è arricchita nei decenni successivi, garantendo la conservazione di numerosissimi manufatti. È ancora oggi visibile all'interno del percorso espositivo del tempio.

## Storia
I lavori all'area archeologica del Capitolium vengono avviati nel 1823 sotto la guida di Luigi Basiletti, con il forte interesse della municipalità alla riscoperta delle rovine. Tra il 1825 e il 1826 gli sforzi del cantiere, al quale partecipano attivamente anche l'archeologo Giovanni Labus e Rodolfo Vantini vengono ripagati con la liberazione dei resti del pronao e la sensazionale scoperta del deposito dei bronzi romani in un'intercapedine. Negli anni successivi vengono portate alla luce altre emergenze archeologiche, quali il teatro, la basilica e i resti del foro, portando alla raccolta di un consistente quantitativo di reperti lapidei. Le tre celle del tempio vengono ricostruite nel 1830 dal Vantini proprio per adibirvi il Museo Patrio, con l'idea lungimirante di esporre in una sistemazione ragionata il patrimonio così rinvenuto. In tale prospettiva non era assente un certo entusiasmo risorgimentale e patriottico, nonché una volontà di autopromozione di tutti i personaggi coinvolti nei vari aspetti, soprattutto quello finanziario, della campagna archeologica, tra cui molte personalità cittadine e membri dell'Ateneo bresciano.
L'allestimento museale viene pensato appositamente dai responsabili degli scavi, i quali propongono una disposizione delle lapidi "secondo il metodo praticato nel Museo Vaticano" (Basiletti), cioè tutte incassate nel muro seguendo una "distribuzione scientifica combinata con la disposizione simmetrica" (Labus). La collezione si dilata rapidamente: nel neonato lapidario del tempio confluiscono da tutto il bresciano numerosissimi manufatti, tra cui are, iscrizioni onorarie e sepolcrali, stele funerarie, miliari e basi di monumenti, già appartenenti alla municipalità, donate da privati o rastrellate nel territorio. Per le molte lapidi che non era possibile, per varie ragioni, trasferire nel Capitolium viene addirittura approntato un trasloco "virtuale", apponendo sulla parete della cella una fedele riproduzione ad affresco. Negli anni 1940, dopo la parziale ricostruzione del pronao del tempio e gli altri lavori di restauro estesi a tutta l'area archeologica, anche il lapidario del Capitolium viene sistemato, assumendo l'aspetto definitivo.

## Il lapidario
Le numerose lapidi sono distinte in categorie, in modo da facilitare il loro riconoscimento e la lettura. Esse forniscono numerose informazioni su molti aspetti della vita di Brixia e del suo territorio, a partire dalle le divinità venerate, tra cui Minerva, Mercurio, Giove, Giunone, Ercole, Apollo e Vittoria, affiancate da altre di origine celtica. Vi si trovano inoltre imperatori, menzionati in dediche e in monumenti, per esempio Druso, Germanico, Claudio, Antonino Pio, Marco Aurelio, Aureliano, Settimio Severo e Vespasiano. Interessante l'iscrizione che celebra la costruzione dell'acquedotto ad opera di Tiberio e Germanico. Numerosissime, infine, sono le iscrizioni funerarie, che tramandano la memoria di persone di ogni levatura e classe sociale.